# Epitrocoide

Costruzione di una epitrocoide a otto lobi, con R = 16, r=2, = d = 1. d < r

Costruzione di una epitrocoide a otto lobi, con R = 16, r=2, = d = 5. d > r

Costruzione di una con R = 16, r = ', d = 2. La curva non si chiude mai. r e R sono fra loro incommensurabili (è un numero irrazionale.)

Il caso particolare in cui r = d corrisponde ad una epicicloide.

In geometria, un'epitrocoide è una rulletta,  ottenibile come curva tracciata da un punto fissato ad un cerchio di raggio {\displaystyle r}, posto ad una distanza {\displaystyle d} dal centro, quando il cerchio rotola all'esterno di un altro cerchio di raggio {\displaystyle R}.

## Equazioni
Un'epitrocoide si può individuare con il seguente sistema di equazioni parametriche:
{\displaystyle x=(R+r)\cos \theta -d\cos \left({R+r \over r}\theta \right)}
{\displaystyle y=(R+r)\sin \theta -d\sin \left({R+r \over r}\theta \right)}.
L'equazione polare di un'epitrocoide è
{\displaystyle r(\theta )^{2}=(R+r)^{2}-2d(R+r)\cos \left({R \over r}\theta \right)+d^{2},}
Le orbite dei pianeti nel sistema tolemaico, una volta molto popolare, sono epitrocoidi.
Un'epitrocoide, così come un'ipotrocoide, può essere tracciata mediante l'utilizzo di uno spirografo.

## Casi speciali
Alcuni casi speciali di epitrocoide sono:
- la limaccia di Pascal, ottenuta per {\displaystyle R=r};
- l'epicicloide, ottenuta per {\displaystyle d=r}.
- l'epitrocoide a due lobi, ottenuta per {\displaystyle R=2r}, che rappresenta il profilo in sezione della camera di combustione del motore rotativo Wankel.

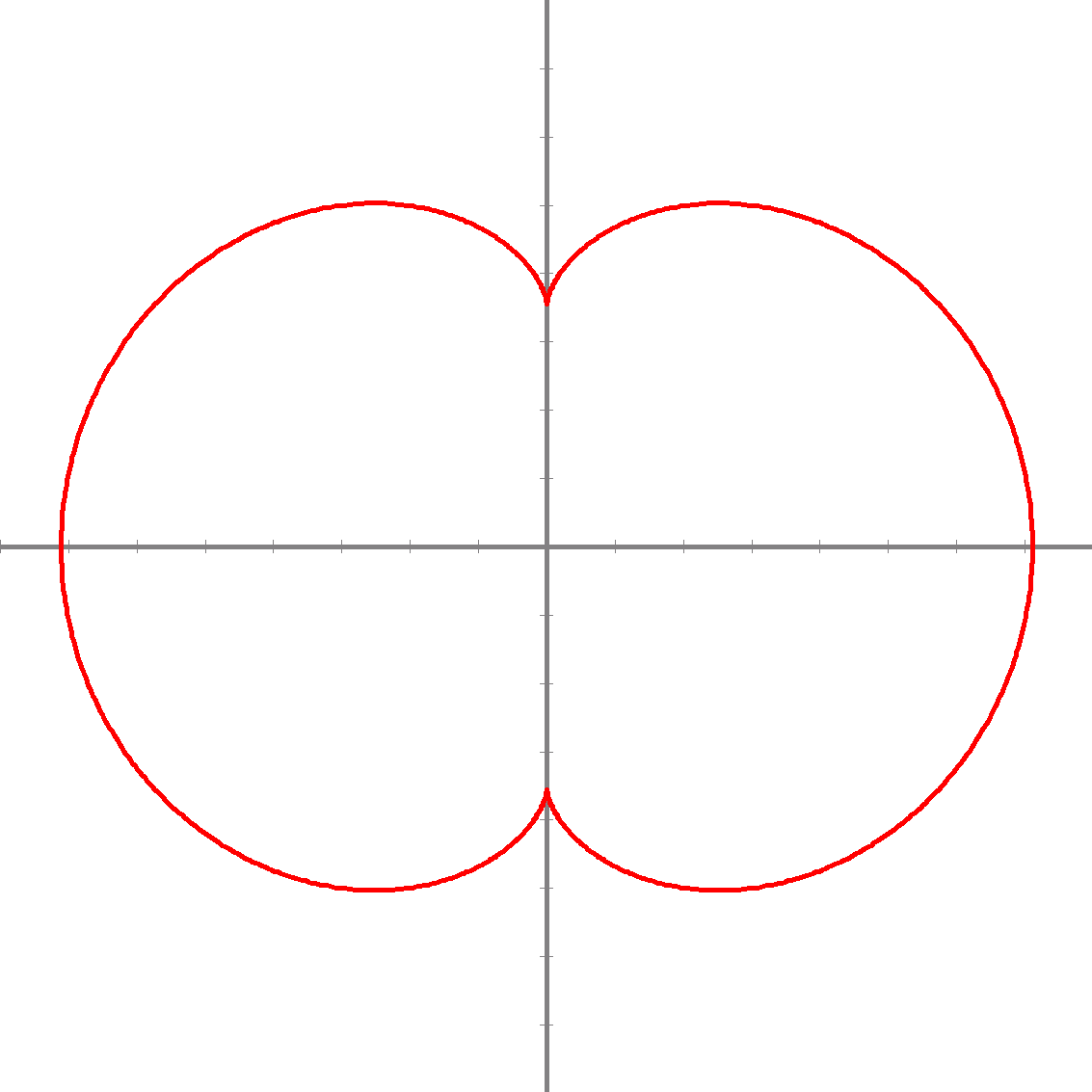
Epitrocoide a due lobi